# 拜伦·麦克唐纳
拜伦·麦克唐纳（英語：Byron MacDonald，1950年7月23日—），加拿大男子游泳运动员。他曾代表加拿大参加1971年泛美运动会游泳比赛，获得一枚银牌和一枚铜牌。他也曾参加1972年夏季奥运会。